# 大塚博堂・ライブスペシャル
『大塚博堂・ライブスペシャル』（おおつかはくどう・ライブスペシャル）は、1989年に発売されたライブ・アルバム。1980年7月25日に発売された『大塚博堂ライブ』と同じ音源（1980年4月22日に行われた渋谷公会堂でのライブ）。曲目を編集して発売された。

## 演奏者
- A&E Guitar - 岩村義道
- wood&A.Bass - 竹村進二
- A.piano - 逸見良造
- Drums - 桜田賢
- Violin - 篠崎正嗣
- Percussion - 大沢俊彦
- Keyboard - 佐藤謙二
- Sax&Clarinet&Flute - 隅山基一

## 収録曲
1. 新宿恋物語（作詞：藤公之介 作曲：大塚博堂 編曲：岩村義道とスクランブル・ダスティン・バンド）
2. とめどなく女に（作詞：るい 作曲：大塚博堂 編曲：岩村義道とスクランブル・ダスティン・バンド）
3. 色エンピツの花束（作詞：大塚博堂 作曲：大塚博堂 編曲：岩村義道とスクランブル・ダスティン・バンド）
4. 娘をよろしく（作詞：広瀬俊夫 作曲：大塚博堂 編曲：岩村義道とスクランブル・ダスティン・バンド）
5. 歩道橋（作詞：藤公之介 作曲：大塚博堂 編曲：岩村義道とスクランブル・ダスティン・バンド）
6. 季節の中に埋もれて（作詞：藤公之介 作曲：大塚博堂 編曲：岩村義道とスクランブル・ダスティン・バンド）
7. 明日のジョーは帰らない（作詞：るい 作曲：大塚博堂 編曲：岩村義道とスクランブル・ダスティン・バンド）
8. 花びらは風に（作詞：辻井喬 作曲：井原宏泰 編曲：岩村義道とスクランブル・ダスティン・バンド）
9. そんなに見つめちゃ歌えない（作詞：るい 作曲：大塚博堂 編曲：岩村義道とスクランブル・ダスティン・バンド）
10. 過ぎ去りし想い出は（作詞：大塚博堂 作曲：大塚博堂 編曲：岩村義道とスクランブル・ダスティン・バンド）
11. 私はもう女です（作詞：るい 作曲：大塚博堂 編曲：岩村義道とスクランブル・ダスティン・バンド）
12. 過ぎゆく愛に（作詞：るい 作曲：大塚博堂 編曲：岩村義道とスクランブル・ダスティン・バンド）
13. ダスティン・ホフマンになれなかったよ（作詞：藤公之介 作曲：大塚博堂 編曲：岩村義道とスクランブル・ダスティン・バンド）